# Nymula arctos
Nymula arctos är en fjärilsart som beskrevs av William Chapman Hewitson 1852. Nymula arctos ingår i släktet Nymula och familjen Riodinidae. Inga underarter finns listade i Catalogue of Life.